# Eclissi solare del 4 dicembre 1983
L'eclissi solare del 4 dicembre 1983 è un evento astronomico che ha avuto luogo il suddetto giorno attorno alle ore 12.31 UTC.
L'eclissi, di tipo anulare, è stata visibile in alcune parti dell Sud America, dell'Africa (Congo, Etiopia, Gabon, Kenya, Repubblica democratica del Congo, Somalia e Uganda) e dell'Europa.
La durata della fase massima dell'eclissi è stata di 4 minuti ed un secondo e l'ombra lunare sulla superficie terrestre ha raggiunto una larghezza di 131 km.
L'eclissi del 4 dicembre 1983 è divenuta la seconda eclissi solare nel 1983 e la 191ª nel XX secolo. La precedente eclissi solare si è verificata l'11 giugno 1983, la seguente il 30 maggio 1984.

## Percorso e visibilità
La superficie dell'Oceano Atlantico nordoccidentale a circa 620 chilometri a nord-est dell'arcipelago di Bermuda è stata la prima area ad essere interessata dall'eclissi, all'alba locale; in seguito la pseudo umbra lunare si è spostata a sud-est sull'Oceano Atlantico, attraversando alcune isole nella parte sud-occidentale di Capo Verde e successivamente la Costa d'Avorio, dove a circa 470 chilometri a sud, al largo in oceano, è stata raggiunta la massima eclissi. Da allora, la pseudo-umbra si è gradualmente spostata verso est, coprendo l'isola di Annoben ed entrando nel continente africano nella parte meridionale della Provincia di Ogooué-Maritime in Gabon. Risalendo attraverso l'Africa centrale per raggiungere il continente orientale dirigendosi a nord-est, la pseudo umbra è cessata al tramonto nel Corno d'Africa somalo, nel distretto amministrativo di Bari.

## Eclissi correlate

### Eclissi solari 1982 - 1985
Questa eclissi è un membro di una serie semestrale. Un'eclissi in una serie semestrale di eclissi solari si ripete approssimativamente ogni 177 giorni e 4 ore (un semestre) a nodi alternati dell'orbita della Luna.

### Ciclo di Saros 132
Questa eclissi fa parte del ciclo di Saros 132, che si ripete ogni 18 anni, 11 giorni, comprendente 71 eventi. La serie è iniziata con un'eclissi solare parziale il 13 agosto 1208. Comprende eclissi anulari dal 17 marzo 1569 al 12 marzo 2146, eclissi ibride il 23 marzo 2164 e il 3 aprile 2183 ed eclissi totali dal 14 aprile 2200 al 19 giugno  2308. La serie termina al membro 71 con un'eclissi parziale il 25 settembre 2470. La durata più lunga di un'eclissi anulare nella serie è stata di 6 minuti, 56 secondi il 9 maggio 1641 e l'eclissi totale più lunga della serie sarà di 2 minuti e 14 secondi l'8 giugno 2290. Tutte le eclissi di questa serie si verificano nel nodo discendente della Luna.